# Erland Geijer
Erik Erland Christoffer Reinhold Geijer, född 14 maj 1889 i Örebro, död 29 januari 1965 i Engelbrekts församling, Stockholm, var en svensk jurist och bankman.
Efter mogenhetsexamen i Örebro 1907 och juris kandidatexamen i Uppsala blev han efter tingstjänstgöring 1914–1917 tillförordnad fiskal i Svea hovrätt 1918. 1919 blev han adjungerad ledamot i Kammarrätten och 1920 föredragande i Regeringsrätten. 1921–1924 tjänstgjorde Geijer som sekreterare i 1921 års kommunalskattekommitté och 1925–1928 var han tillkallad sakkunnig i Finansdepartementet för den direkta beskattningen. Han var biträdande sekreterare i kommunalskatteutskotten vid 1927 och 1928 års riksdagar och förordnades sistnämnda år till statens jourhavande revisor i Luossavaara-Kiirunavaara AB. 1929 tog han avsked från statstjänst och övergick till Svenska Tändsticks Aktiebolaget, där han var konsulterande jurist 1929–1936. 1937–1943 var Geijer chef för notariatavdelningen i Svenska handelsbanken i Stockholm. Han förordnades 1937 till biträdande direktör i banken och blev 1942 direktör där. Geijer var styrelseledamot i Uddeholms AB och i Degerfors järnverks AB samt i flera humanitära sammanslutningar. Geijer författade broschyrer och tidskriftsuppsatser i skatterättsliga ämnen och var medarbetare vid utgivandet av bland annat 1927 års förordningar om fastighetstaxering (1927, 2:a omarbetade upplagan 1932), Skattelagarna (1929) och Taxeringsförordningen (1929). Han är begravd på Norra begravningsplatsen utanför Stockholm.
Erland Geijer var son till häradshövdingen Ernst Wilhelm Geijer och far till bergsingenjören Ernst Wilhelm Kristoffer Geijer.